# Jornava, Velîkîi Bereznîi
Jornava (în ucraineană Жорнава) este un sat în comuna Zahorb din raionul Velîkîi Bereznîi, regiunea Transcarpatia, Ucraina.

## Demografie
Componența lingvistică a localității Jornava
     Ucraineană (98,67%)
     Rusă (1,16%)
     Alte limbi (0,17%)
Conform recensământului din 2001, majoritatea populației localității Jornava era vorbitoare de ucraineană (98,67%), existând în minoritate și vorbitori de rusă (1,16%).